# Lucius Anicius Gallus
Lucius Anicius Gallus war ein römischer Politiker in der ersten Hälfte des 2. Jahrhunderts v. Chr. Er erreichte 160 v. Chr. als erster Vertreter der Anicier das Konsulat und wurde damit zum homo novus.
Als praetor peregrinus kämpfte er 168 v. Chr. im  3. Makedonischen Krieg in Illyrien gegen König Genthios, den Verbündeten des makedonischen Königs Perseus. Innerhalb von nur 30 Tagen gelang es ihm, diesen in Scodra einzuschließen und den Krieg zu beenden. Mit prorogiertem imperium befriedete er im Folgejahr Epirus und ordnete mit einer Fünferkommission des Senats die Verhältnisse in Illyrien.
Sein Triumph litt ein wenig darunter, dass zur selben Zeit auch Lucius Aemilius Paullus über Perseus triumphierte. Das Jahr seines Konsulats blieb später durch einen besonders guten Wein in Erinnerung.
Anicius gehörte 154 v. Chr. zu einer Zehnmännerkommission, die den Streit zwischen den Königen Prusias II. von Bithynien und Attalos II. von Pergamon schlichten sollte. Über sein weiteres Leben ist nichts bekannt. Erst ein Jahrhundert später sind wieder Namensträger in den Quellen überliefert.